# Meesterklasse schaken 1998/99
Het Meesterklasse-seizoen 1998/99 was het derde seizoen van de Meesterklasse, de hoogste Nederlandse schaakcompetitie voor clubteams onder de auspiciën van de Koninklijke Nederlandse Schaakbond. Er werd door negen teams in een halve competitie gestreden om het clubkampioenschap van Nederland. Daarna brachten play-offs de beslissing. De Variant Breda, spelende onder de sponsornaam Panfox, prolongeerde haar titel.

## Algemeen
Gepromoveerd vanuit de Eerste Klasse 1997/98 waren ESGOO Enschede en DCG uit Amsterdam. DCG trok zich echter tien dagen voor de start van het seizoen terug omdat de sponsor niet langer financiering ter beschikking stelde. De Meesterklasse telde dit seizoen daarom maar negen teams.
Na play-offs wist De Variant Breda voor de derde keer op rij de Meesterklasse te winnen. Het tweede team van de club werd echter negende en daalde af naar het tweede niveau.

## Eindstand[2]
|    | Meesterklasse | Ra   | Mp | Bp  | 1  | 2  | 3  | 4  | 5  | 6  | 7  | 8  | 9  |
| -- | ------------- | ---- | -- | --- | -- | -- | -- | -- | -- | -- | -- | -- | -- |
| 1. | Panfox 1      | 2492 | 15 | 56  | -- | 7½ | 7  | 6½ | 8½ | 8½ | 5  | 7  | 6  |
| 2. | HSG           | 2458 | 14 | 48½ | 2½ | -- | 7  | 6  | 7  | 8  | 5½ | 7  | 5½ |
| 3. | Magnus BSG    | 2399 | 11 | 40  | 3  | 3  | -- | 6  | 5½ | 5½ | 6  | 6  | 5  |
| 4. | ESGOO         | 2346 | 10 | 46  | 3½ | 4  | 4  | -- | 6  | 5½ | 7  | 8  | 8  |
| 5. | Utrecht       | 2260 | 5  | 33½ | 1½ | 3  | 4½ | 4  | -- | 5  | 5½ | 2  | 8  |
| 6. | Amstelveen    | 2289 | 5  | 33  | 1½ | 2  | 4½ | 4½ | 5  | -- | 5½ | 5  | 5  |
| 7. | SMB           | 2300 | 4  | 37  | 5  | 4½ | 4  | 3  | 4½ | 4½ | -- | 5  | 6½ |
| 8. | Groningen     | 2320 | 4  | 34½ | 3  | 3  | 4  | 2  | 8  | 5  | 5  | -- | 4½ |
| 9. | Panfox 2      | 2293 | 4  | 31½ | 4  | 4½ | 5  | 2  | 2  | 5  | 3½ | 5½ | -- |

### Legenda
|  | Deelnemer aan de play-offs |
|  | Degradant                  |

## Play-off
De play-offs vonden plaats op 13 en 14 mei 1999 in Breda.
|  | Halve finale                 | Halve finale                 |    |                | Finale                  | Finale |
|  |                              |                              |    |                |                         |        |
|  |                              |                              |    |                |                         |        |
|  | Panfox/De Variant Breda      | 8                            |    |                |                         |        |
|  | ESGOO Enschede               | 2                            |    |                |                         |        |
|  |                              |                              |    |                |                         |        |
|  |                              |                              |    |                |                         |        |
|  |                              |                              |    |                | Panfox/De Variant Breda | 6½     |
|  |                              | Hilversums Schaakgenootschap | 3½ |                |                         |        |
|  |                              |                              |    |                |                         |        |
|  |                              |                              |    |                | Derde plaats            |        |
|  |                              |                              |    |                |                         |        |
|  | Hilversums Schaakgenootschap | 6                            |    | ESGOO Enschede | 5½                      |        |
|  | Magnus/BSG                   | 4                            |    |                | Magnus/BSG              | 4½     |

### Halve finale
| Panfox/De Variant Breda | ESGOO              | 8-2 |
| ----------------------- | ------------------ | --- |
| Loek van Wely           | Michael Hoffmann   | 1-0 |
| Michael Adams           | Daniel Hausrath    | ½-½ |
| Ivan Sokolov            | Marcel Beulen      | 1-0 |
| Joël Lautier            | Christof Sielecki  | 1-0 |
| Michail Goerevitsj      | Oscar Lemmers      | 1-0 |
| Rafael Vaganian         | Dirk Hennig        | ½-½ |
| Julian Hodgson          | Konstantin Konson  | 1-0 |
| John van der Wiel       | Frank Kroeze       | ½-½ |
| Albert Blees            | Gerhard Schebler   | ½-½ |
| Erik van den Doel       | Michiel van Wissen | 1-0 |

| Hilversum SG         | Magnus/BSG           | 6-4 |
| -------------------- | -------------------- | --- |
| Jeroen Piket         | Dimitri Reinderman   | ½-½ |
| Ljubomir Ljubojević  | Jeroen Bosch         | 0-1 |
| Paul van der Sterren | Igor Glek            | ½-½ |
| Joris Brenninkmeijer | Alexei Barsov        | 0-1 |
| Ian Rogers           | Hans Ree             | 1-0 |
| Friso Nijboer        | Kick Langeweg        | 1-0 |
| Zsófia Polgár        | Eugene Rebers        | 1-0 |
| Xie Jun              | Li Riemersma         | 1-0 |
| Henk Vedder          | Henk van der Poel    | ½-½ |
| Rudy Douven          | Alan van der Heijden | ½-½ |

### Finale
| Panfox/De Variant Breda | Hilversum SG         | 6½-3½ |
| ----------------------- | -------------------- | ----- |
| Michael Adams           | Dennis de Vreugt     | 1-0   |
| Loek van Wely           | Jeroen Piket         | 1-0   |
| Jan Timman              | Ljubomir Ljubojević  | ½-½   |
| Joël Lautier            | Henk Vedder          | 1-0   |
| Ivan Sokolov            | Xie Jun              | 1-0   |
| Rafael Vaganian         | Paul van der Sterren | ½-½   |
| Michail Goerevitsj      | Friso Nijboer        | 0-1   |
| Erik van den Doel       | Zsófia Polgár        | ½-½   |
| Julian Hodgson          | Ian Rogers           | ½-½   |
| John van der Wiel       | Joris Brenninkmeijer | ½-½   |

### Wedstrijd om de derde plek
| ESGOO              | Magnus/BSG           | 5½-4½ |
| ------------------ | -------------------- | ----- |
| Marcel Beulen      | Igor Glek            | 0-1   |
| Frank Kroeze       | Alexei Barsov        | ½-½   |
| Gerhard Schebler   | Dimitri Reinderman   | ½-½   |
| Michael Hoffmann   | Jeroen Bosch         | ½-½   |
| Daniel Hausrath    | Li Riemersma         | ½-½   |
| Oscar Lemmers      | Hans Ree             | 1-0   |
| Christof Sielecki  | Kick Langeweg        | 1-0   |
| Dirk Hennig        | Henk van der Poel    | ½-½   |
| Michiel van Wissen | Alan van der Heijden | ½-½   |
| Konstantin Konson  | Eugene Rebers        | ½-½   |

## Beste individuele scores
| #   | Naam              | Team       | W  | N | Ro   | Tpr  | ΔR   |
| --- | ----------------- | ---------- | -- | - | ---- | ---- | ---- |
| 1.  | Mark van der Werf | Amstelveen | 6  | 7 | 2431 | 2715 | +284 |
| 2.  | Hans Klip         | SMB        | 6  | 8 | 2346 | 2551 | +205 |
| 3.  | Gerhard Schebler  | ESGOO      | 6  | 8 | 2441 | 2625 | +184 |
| 4.  | Friso Nijboer     | HSG        | 6  | 8 | 2544 | 2604 | +60  |
| 5.  | Frans Cuijpers    | Panfox 1   | 6  | 8 | 2454 | 2481 | +27  |
| 6.  | Loek van Wely     | Panfox 1   | 5½ | 6 | 2647 | 2856 | +209 |
| 7.  | Albert Blees      | Panfox 1   | 5½ | 7 | 2450 | 2532 | +82  |
| 8.  | Marcel Beulen     | ESGOO      | 5½ | 8 | 2317 | 2521 | +204 |
| 9.  | Erik Hoeksema     | Groningen  | 5½ | 8 | 2414 | 2558 | +144 |
| 10. | Bernd Kohlweyer   | ESGOO      | 5½ | 8 | 2442 | 2526 | +84  |
| 11. | Bruno Carlier     | Magnus BSG | 5  | 7 | 2396 | 2513 | +117 |
| 12. | Oscar Lemmers     | ESGOO      | 5  | 8 | 2379 | 2452 | +73  |
| 13. | Leon Pliester     | HSG        | 5  | 8 | 2365 | 2337 | -28  |
| 14. | Ivan Sokolov      | Panfox 1   | 4½ | 5 | 2684 | 2772 | +88  |
| 15. | Erik van den Doel | Panfox 1   | 4½ | 6 | 2489 | 2524 | +35  |
| 16. | Jeroen Piket      | HSG        | 4½ | 6 | 2641 | 2612 | -29  |

Eerste klasse

1920/21 · 1921/22 · 1922/23 · 1923/24 · 1924/25 · 1925/26 · 1926/27 · 1927/28 · 1928/29 · 1929/30 · 1930/31 · 1931/32 · 1932/33 · 1933/34 · 1934/35 · 1935/36 · 1936/37 · 1937/38 · 1938/39 · 1939/40 · 1940/41 · 1941/42
Hoofdklasse

1942/43 · 1943/44 · 1944/45 · 1945/46 · 1946/47 · 1947/48 · 
1948/49 · 1949/50 · 1950/51 · 1951/52 · 1952/53 · 1953/54 · 1954/55 · 1955/56 · 1956/57 · 1957/58 · 1958/59 · 1959/60 · 1960/61 · 1961/62 · 1962/63 · 1963/64 · 1964/65 · 1965/66 · 1966/67 · 1967/68 · 1968/69 · 1969/70 · 1970/71 · 1971/72 · 1972/73 · 1973/74 · 1974/75 · 1975/76 · 1976/77 · 1977/78 · 1978/79 · 1979/80 · 1980/81 · 1981/82 · 1982/83 · 1983/84 · 1984/85 · 1985/86 · 1986/87 · 1987/88 · 1988/89 · 1990/91 · 1991/92 · 1992/93 · 1993/94 · 1994/95 · 1995/96
Meesterklasse

1996/97 · 1997/98 · 1998/99 · 1999/00 · 2000/01 · 2001/02 · 2002/03 · 2003/04 · 2004/05 · 2005/06 · 2006/07 · 2007/08 · 2008/09 · 2009/10 · 2010/11 · 2011/12 · 2012/13 · 2013/14 · 2014/15 · 2015/16 · 2016/17 · 2017/18· 2018/19 · 2019/20 · 2020/21 · 2021/22 · 2022/23 · 2023/24 · 2024/25